# Eli Marom
El Aluf Eli (Eliezer) Marom (hebreo: אלי מרום) es un Vicealmirante de las Fuerzas de Defensa de Israel y fue el comandante de la Armada de Israel. Ha sido el primer ciudadano israelí de ascendencia china en alcanzar un alto cargo en las fuerzas armadas.
Estudió ingeniería y comenzó su carrera en la Armada en el año 1975 después de completar un curso de oficial naval.

## Educación
- Curso de Comando de la Marina Israelí
- Colegio de Defensa Nacional
- Programa de Gestión Internacional de Defensa Superior de la Marina de los EE. UU.
- Escuela de Negocios de Harvard
- Maestría en Ciencias Sociales de la Universidad de Haifa
- 1975: se une a ISC como Oficial de ingeniería
- 1999: promovido como Almirante y nombrado Comandante de la Base Naval de Haifa y Arena del norte
- 2001: designado Jefe de Operaciones Navales de la Armada de Israel
- 2003: nombrado jefe de Estado Mayor de la Armada de Israel
- 2004-2005: representante de las FDI ante el Comando Conjunto de los Estados Unidos.
- Agosto de 2005: nombrado Agregado de Defensa de las Fuerzas Armadas en la Embajada de Israel en Singapur
- 9 de octubre de 2007: promovido como vicealmirante y comandante en Jefe de la Armada de Israel.

## Vida personal
Eliezer Marom está casado con Ora y tiene tres hijos.